# بطل خارق

ظهر شخصية سيلفر سيرفر في القصص المصورة الأمريكية على أنه بطل خارق ينقذ البشرية من المخلوقات الشريرة.

بطل خارق (بالإنجليزية: Superhero)‏ هو وصف يطلق على شخصيه خياليه تتمتع بقوه غير طبيعية وتظهر هذه الشخصيات في الرسوم المتحركة والقصص المصورة والأفلام مثل باتمان , سوبرمان , سبايدرمان. هناك العديد من شركات التي تصنع وتحرر أبطال خارقين مثل دي سي و مارفل و فالينت و دانمايت و اميج و دارك هورس و بوم تعد شركات كوميكس وقنوات تلفزيونية مثل كرتون نتورك التي أنتجت بن تن وفتيات القوة؛ يعد الابطال رمزا للسلام والأمل والسعادة. غامبول غابي آبي